# Dmïtrïý Byakov
Dmïtrïý Nïkolayevïç Byakov (in kazako Дмитрий Николаевич Бяков?; Almaty, 9 aprile 1978) è un ex calciatore kazako, di ruolo centrocampista.

## Carriera

### Nazionale
Il 7 ottobre 2000 esordisce contro l'Arabia Saudita (0-0). Durante le qualificazioni al campionato europeo di calcio 2008 realizza 5 reti, divenendo il miglior marcatore del Kazakistan nelle qualificazioni.

## Palmarès

### Club

#### Competizioni nazionali
- Coppa del Kazakistan: 2

Qairat: 1999-2000, 2001
- Campionato kazako: 1

Astana: 2006